# Keilita
La keilita és un mineral de la classe dels sulfurs. Rep el seu nom en honor del professor Klaus Keil de la Universitat de Hawaii a Honolulu.

## Característiques
La keilita és sulfur de ferro(II) de fórmula química FeS. Cristal·litza en el sistema isomètric en cristalls granulars de fins a centenars de micròmetres. És l'anàleg mineral amb ferro de la niningerita i un polimorf de la troilita.
Segons la classificació de Nickel-Strunz, la keilita pertany a «02.CD - Sulfurs metàl·lics, M:S = 1:1 (i similars), amb Sn, Pb, Hg, etc.» juntament amb els següents minerals: herzenbergita, teal·lita, alabandita, altaïta, clausthalita, galena, niningerita, oldhamita, cinabri i hipercinabri.

## Formació i jaciments
La keilita apareix com un mineral accessori en condrites enstatítiques. Ha estat trobada en meteorits trobats a l'Antàrtida, el Canadà, França, el Pakistan, Polònia i el Sudan.
S'ha trobat associada amb altres minerals com: niningerita, enstatita, kamacita i troilita.